# Cezar Petrescu

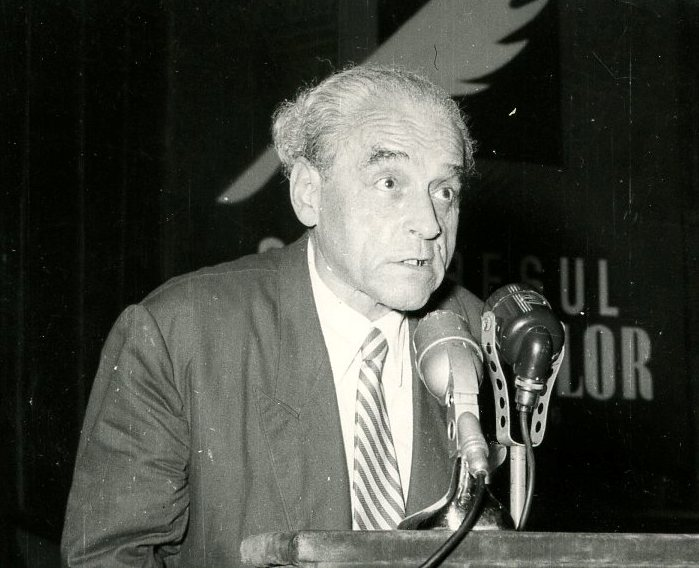
Petrescu 1956.

Cezar Petrescu, född 1 december 1892 i Hodora-Cotnari, Iași, död 9 mars 1961 i Bukarest, var en rumänsk romanförfattare och journalist. Petrescu skrev romaner i realistisk stil om det rumänska samhället. Inspirerad av Honoré de Balzac försökte han skapa en löst sammanhängande helhet, där romanerna bildade en övergripande samhällskrönika. Han skrev även barnlitteratur.

## Liv och gärning
Cezar Petrescu utbildade sig till jurist men kunde snart försörja sig som heltidsförfattare. Han höll en hög produktionstakt och skrev 10-14 timmar om dagen. Typiskt för hans skrivande är skildringar av vardaglig tragik och huvudpersoner som är förlorartyper. Bland de mer betydande av hans cirka 70 böcker märks Întunecare ("Fördunkling") från 1927, som handlar om första världskriget, och Calea Victoriei från 1930, om det moderna storstadslivet, som tilldelades Premiul Naţional för bästa prosaverk. Petrescu var uppskattad av stora läsarskaror men hade vissa kritiker emot sig, bland annat Camil Petrescu, som dock ändrade sig om Petrescu senare i livet.
Efter det kommunistiska maktövertagandet i Rumänien gjorde Petrescus inriktning och ställning att de nya myndigheterna accepterade honom, och han hade lätt för att anpassa sig till den påbjudna socialistiska realismen. Han skrev flera framträdande propagandaromaner för regimen, som Două inimi tinere ("Två unga hjärtan") från 1951, där etniska konflikter upphör att existera under socialistiskt styre, och Nepoata lui moş Ursachi från 1953, som ingick i en kampanj för kollektivisering av jordbruk. Petrescu blev invald i Academia Română 1956.
Inspirerad av Honoré de Balzacs Den mänskliga komedin försökte han arrangera hela sitt livsverk som en sammanhängande krönika över Rumäniens samhällsliv under de senaste två århundradena. När han dog återfanns det ofullbordade romanmanuset Vladim sau drumul som omfattade 3000 sidor, menat som en krönika över Rumänien under 1900-talet. Manuset har bearbetats och utgivits som en 500-sidig roman.
Hans mest kända och lästa verk är barnboken Fram, ursul polar från 1931, som handlar om en isbjörn. Namnet är hämtat från fartyget Fram, som Fridtjof Nansen använde för att korsa Norra ishavet.

## Bearbetningar
Petrescus roman Omul din vis har filmatiserats av regissören Mircea Daneliuc under titeln Glissando. När filmen kom ut 1985 orsakade den skandal och förbjöds av myndigheterna.